# Association Sportive Vénus
O Association Sportive Vénus é um clube de futebol sediado em Mahina na Polinésia Francesa. Disputa o Campeonato Taitiano de Futebol.

## Títulos
- Campeonato Taitiano de Futebol: 1953, 1990, 1992, 1995, 1997, 1998, 1999, 2000, 2002
- Copa Taiti de Futebol: 1952, 1990, 1991, 1992, 1998, 1999, 2001,2018-19.